# Toppserien 2023
Die Toppserie 2023 (norw. Toppserien) war die 37. Saison der höchsten Frauenfußballliga in Norwegen. Die Saison begann am 25. März 2023 und endete am 18. November 2023.
Als Titelverteidiger gingen SK Brann Kvinner in die Saison. Den Absteiger Kolbotn IL ersetzte Åsane Fotball.
Am vorletzten Spieltag sicherten sich die Frauen von Vålerenga Oslo ihre zweite Meisterschaft nach 2020, während der Abstieg von Arna-Bjørnar nach nahezu 20 Jahren in der Toppserie besiegelt wurde. Am 13. Dezember gab der NFF bekannt, dass Avaldsnes IL aufgrund mangelnder Kapitaldeckung keine Lizenz für die nächste Saison erhält. Den freien Platz erhielten die eigentlich abgestiegenen Arna-Bjørnar.
Beste Torschützinnen wurden Anna Aahjem (Lyn Oslo) und Olaug Tvedten (Vålerenga Oslo) mit jeweils 13 erzielten Treffern.
Den Pokalsieg (NM kvinner) sicherte sich Rosenborg BK Kvinner durch ein 1:0 über den frischgebackenen Meister Vålerenga.

## Modus
Der im Vorjahr neu eingeführte Modus mit Aufteilung der Liga in eine Meisterschaftsrunde und eine Abstiegsrunde nach einer kompletten Doppelrunde stieß auf erhebliche Einwände – sowohl seitens der Spielerinnen und Trainer als auch von Experten.
Der NFF hat daraufhin eine Kommission eingesetzt, welche die Regelung überprüfen und gegebenenfalls Modifikationen erarbeiten sollte. Als Ergebnis wurde empfohlen, das bisherige System wieder abzuschaffen und zu einer herkömmlichen Serie zurückzukehren; gleichzeitig soll aber den wirtschaftlichen Interessen der Vereine gerecht werden. Eine Erweiterung auf 12 oder 14 Teams wurde verworfen, die Anzahl von 18 Spieltagen wurde aber als zu gering erachtet. So kam ein Vorschlag zustande, der eine Dreifachrunde vorsieht; d. h. jede Mannschaft spielt dreimal gegen jedes andere Team. Per Losverfahren wurde festgelegt, welche Vereine ein Heimspiel mehr haben.
Der Tabellenerste nach drei Runden ist neuer norwegischer Meister und nimmt, wie auch der Tabellenzweite, an der Qualifikation zur UEFA Women’s Champions League der Folgesaison teil. Der Tabellenletzte steigt direkt ab in die 1. Divisjon, der Vorletzte spielt in einer Relegation mit Hin- und Rückspiel gegen den Zweiten der 1. Divisjon um einen Startplatz in der Folgesaison der Toppserie.

## Hauptrunde

### Tabelle
| Pl.             | Verein                 | Sp. | S  | U | N  | Tore    | Diff. | Punkte |
| --------------- | ---------------------- | --- | -- | - | -- | ------- | ----- | ------ |
| 1.              | Vålerenga Oslo         | 27  | 17 | 8 | 2  | 068:280 | +40   | 59     |
| 2.              | Rosenborg BK Kvinner   | 27  | 18 | 5 | 4  | 057:150 | +42   | 58 1   |
| 3.              | Lillestrøm SK Kvinner  | 27  | 16 | 7 | 4  | 044:210 | +23   | 55     |
| 4.              | SK Brann Kvinner (M/P) | 27  | 13 | 7 | 7  | 052:300 | +22   | 46     |
| 5.              | Stabæk FK              | 27  | 10 | 7 | 10 | 041:430 | −2    | 37     |
| 6.              | Lyn Oslo               | 27  | 7  | 7 | 13 | 033:440 | −11   | 28     |
| 7.              | Røa IL                 | 27  | 6  | 9 | 12 | 033:430 | −10   | 27     |
| 8.              | Åsane Fotball (N)      | 27  | 7  | 4 | 16 | 029:500 | −21   | 25     |
| 9.              | Avaldsnes IL           | 27  | 5  | 6 | 16 | 018:630 | −45   | 21     |
| 10.             | Arna-Bjørnar 2         | 27  | 4  | 4 | 19 | 032:700 | −38   | 16     |
| Stand: Endstand |                        |     |    |   |    |         |       |        |

Platzierungskriterien: 1. Punkte – 2. Tordifferenz – 3. geschossene Tore

| (M) | Titelverteidiger                                 |
| (P) | Pokalsieger des Vorjahres                        |
| (N) | Neu/Aufsteiger aus der 1. Divisjon des Vorjahres |

### Kreuztabelle
Die Kreuztabelle stellt die Ergebnisse aller Spiele dar. Die Heimmannschaft ist in der linken Spalte, die Gastmannschaft in der oberen Zeile aufgelistet.
| Heim- / Gastmannschaft | Arna-Bjørnar | Arna-Bjørnar | AVA | AVA | SK Brann Kvinner | SK Brann Kvinner | Lillestrøm SK Kvinner | Lillestrøm SK Kvinner | Lyn Oslo | Lyn Oslo | Rosenborg BK Kvinner | Rosenborg BK Kvinner | Røa IL | Røa IL | Stabæk FK | Stabæk FK | Vålerenga Oslo | Vålerenga Oslo | ÅSA | ÅSA |
| ---------------------- | ------------ | ------------ | --- | --- | ---------------- | ---------------- | --------------------- | --------------------- | -------- | -------- | -------------------- | -------------------- | ------ | ------ | --------- | --------- | -------------- | -------------- | --- | --- |
| Arna-Bjørnar           | —            | —            | 2:3 | –   | 2:3              | 0:4              | 0:1                   | 0:3                   | 1:3      | 2:2      | 0:1                  | –                    | 1:1    | 3:0    | 4:2       | –         | 1:4            | –              | 1:1 | –   |
| Avaldsnes IL           | 2:4          | 3:2          | —   | —   | 0:0              | 0:8              | 1:0                   | –                     | 2:1      | –        | 1:1                  | –                    | 0:0    | 1:0    | 0:0       | –         | 1:1            | –              | 0:1 | 1:2 |
| SK Brann Kvinner       | 1:2          | –            | 3:0 | –   | —                | —                | 0:2                   | 2:2                   | 1:0      | –        | 1:4                  | 2:0                  | 5:2    | 0:0    | 0:0       | 4:0       | 2:3            | –              | 3:2 | –   |
| Lillestrøm SK Kvinner  | 3:0          | –            | 4:0 | 1:0 | 0:0              | –                | —                     | —                     | 2:0      | 1:1      | 1:2                  | 1:1                  | 1:1    | –      | 3:2       | –         | 2:0            | –              | 3:1 | 2:0 |
| Lyn Oslo               | 2:2          | –            | 6:0 | 2:0 | 1:2              | 3:2              | 3:1                   | –                     | —        | —        | 2:0                  | 0:2                  | 1:0    | –      | 0:2       | 1:1       | 0:2            | 0:3            | 1:1 | –   |
| Rosenborg BK Kvinner   | 4:0          | 4:0          | 6:0 | 1:1 | 2:0              | –                | 0:1                   | –                     | 3:0      | –        | —                    | —                    | 1:0    | –      | 3:0       | 1:1       | 0:0            | 3:0            | 2:0 | 1:0 |
| Røa IL                 | 4:1          | –            | 2:1 | –   | 2:1              | –                | 0:1                   | 0:1                   | 1:0      | 2:2      | 0:3                  | 0:3                  | —      | —      | 1:1       | –         | 3:3            | 2:2            | 1:3 | 2:0 |
| Stabæk FK              | 5:1          | 1:0          | 1:0 | 5:0 | 1:3              | –                | 0:0                   | 1:2                   | 2:1      | –        | 1:5                  | –                    | 2:2    | 4:2    | —         | —         | 0:2            | –              | 1:0 | 3:0 |
| Vålerenga Oslo         | 5:0          | 4:2          | 4:0 | 1:0 | 1:1              | 1:1              | 4:1                   | 2:2                   | 4:0      | –        | 3:1                  | –                    | 2:1 a  | –      | 4:1       | 3:1       | —              | —              | 5:1 | –   |
| Åsane Fotball          | 2:0          | 2:1          | 5:1 | –   | 0:2              | 0:1              | 0:3                   | –                     | 4:0      | 1:1      | 0:3                  | –                    | 0:4    | –      | 1:3       | –         | 1:4            | 1:1            | —   | —   |
| Stand: Endstand        |              |              |     |     |                  |                  |                       |                       |          |          |                      |                      |        |        |           |           |                |                |     |     |

## Relegation
In der Relegation traf der Vorletzte der Toppserie auf den Zweitplatzierten der 1. Divisjon. Gespielt wurde am 22. und 26. November 2023, der Zweitligist hatte zunächst Heimrecht. Avaldsnes IL setzte sich durch und verblieb zunächst in der Toppserie. Im Dezember wurde Avaldsnes jedoch die Lizenz verweigert, den freien Platz erhielt Arna-Bjørnar.
| Datum          |                | Gesamt |              | Hinspiel | Rückspiel |
| -------------- | -------------- | ------ | ------------ | -------- | --------- |
| 22./26.11.2023 | Tromsø IL 2020 | 2:3    | Avaldsnes IL | 0:2      | 2:1       |

## Beste Torschützinnen
Bei gleicher Anzahl von Treffern sind die Spielerinnen alphabetisch sortiert.
| Rang            | Spielerin           | Verein           | Tore |
| --------------- | ------------------- | ---------------- | ---- |
| 1               | Anna Aahjem         | Lyn Oslo         | 13   |
| 1               | Olaug Tvedten       | Vålerenga Oslo   | 13   |
| 3               | Karina Sævik        | Vålerenga Oslo   | 12   |
| 4               | Marit Bratberg Lund | SK Brann Kvinner | 11   |
| 5               | Julie Hoff Klæboe   | Røa IL           | 9    |
| Stand: Endstand |                     |                  |      |